# 龚鉴尧
龚鉴尧（1927年9月5日—），男，四川江津人，中国统计学家，高级统计师、教授，曾任中国统计学会副会长，广东省统计学会会长。